# Vejle
Vejle è una città danese situata nella regione della Danimarca meridionale e capoluogo del comune omonimo.

## Geografia
Si trova nella parte sud-orientale della penisola dello Jutland alla fine del fiordo di Vejle.
Il centro abitato è sorto in corrispondenza della foce del fiume Vejle Å.

## Origine del nome
La parola "Vejle" deriva dalla vecchia parola danese wæthel, che significa "guado" per la sua posizione in prossimità di un attraversamento sul fiume Vejle Å che attraversa il centro abitato.

## Storia
Le più antiche tracce di edifici risalgono al XII secolo, fin dal XIII secolo le due arterie principali del centro abitato erano le strade perpendicolari di Kirkegade che si sviluppa da est a ovest e Nørregade-Torvegade-Søndergade da nord a sud, sotto quest'ultima è stata ritrovata una pavimentazione datata intorno al 1250.
La chiesa di San Nicolai risale al XIII secolo e fino alla Riforma, in corrispondenza dell'attuale municipio, si trovava un convento di domenicani.
La prima menzione della città è del 1256, e i primi privilegi mercantili della città furono emessi da re Valdemaro III nel 1327.
In seguito alla riforma il monastero venne smantellato, nell'edificio trovarono spazio un ospedale e il municipio. Nel 1542 venne istituita la scuola, tra i suoi alunni vi fu lo storico Anders Sørensen Vedel, originario di Vejle. 
Gli scavi archeologici vicino alla chiesa di San Nicolai, nel centro urbano di Vejle, hanno mostrato l'esistenza di abitazioni nella zona fin dall'anno 1100. Il castello del re, il Castrum Wæthel, era dove oggi è situata la stazione degli autobus. Durante il medioevo, Vejle era un importante mercato, sviluppandosi in tal senso fino alla metà del XVII secolo, soprattutto con scambi con le città tedesche di Lubecca e Flensburgo.
Tra la fine del XVII e l'inizio del XVIII secolo, la popolazione Vejle è stata decimata in conseguenza della peste e della guerra. Nel 1796, tuttavia, Vejle fu sede della neonata contea di Vejle e la città si espanse per tutto il XIX secolo, beneficiando di miglioramenti quali un nuovo porto sul fiordo, una stazione ferroviaria e servizi moderni. Dalla metà del XIX al XX secolo, Vejle si è sviluppata da città di provincia ad attivo centro industriale, fino a diventare nota come la "Manchester della Danimarca" per i suoi numerosi cotonifici.

## Monumenti e luoghi di interesse
L'edificio più antico della città è la chiesa di San Nicolai che risale alla metà del XIII secolo.
Tra gli edifici del XIX secolo vi sono Spinderihallerne, un'ex cotonificio del 1896 che ora ospita il museo locale, un coworking ed un incubatore per start-up.
Del 1799 è invece Den Smidtske Gård, l'antica casa del mercante Ingvard Smidt situata in Søndergade, l'edificio a graticcio ospita ora un caffè e un'enoteca.
Il municipio è stato costruito nel 1878-79 dopo la distruzione del municipio precedente in un incendio del 1530, si trova in corrispondenza dell'antico monastero medievale. La campana del municipio è quella dell'antica chiesa del monastero.
A sud del centro storico si trova l'imponente mulino a vento risalente al 1890.  
Sul lungomare che si affaccia sul fiordo si trova il complesso residenziale chiamato Bølgen (anche noto come The Wave) un progetto di Henning Larsen Architects completato nel 2019.

## Infrastrutture e trasporti
Oltre al porto Vejle si trova sulla linea ferroviaria dello Jutland orientale e sulla linea Vejle-Struer-Thisted.
Poco ad est del centro abitato passa la Ostjyske Motorvej, parte della Strada europea E45. 

## Sport
La locale squadra di football americano, i Triangle Razorbacks, ha vinto 5 volte il Mermaid Bowl.

## Amministrazione

### Gemellaggi
- Borås
- Jelgava
- Mikkeli
- Molde
- Mostar[9]
- Schleswig